# Bryobia deserticola
Bryobia deserticola är en spindeldjursart som beskrevs av Meyer 1989. Bryobia deserticola ingår i släktet Bryobia och familjen Tetranychidae. Inga underarter finns listade.